# Wormley Rovers FC
Wormley Rovers FC is een voetbalclub uit Engeland, die in 1921 is opgericht en afkomstig uit Wormley. De club speelt anno 2020 bij Eastern Counties Football League.

## Erelijst
- Herts Senior County League Division one : 1986-1987
- Herts Senior County League Division three : 1976-1977

## Bekende (ex-)spelers
- David Bentley (jeugd)